# Taaleiland
Een taaleiland is een gebied dat taalkundig omringd is door een andere taal. Het wordt ook wel een taalkundige enclave genoemd.
Als voorbeeld kan Brussel worden genoemd, wat een sterk Franstalig gebied is en omringd wordt door Nederlandstalig gebied (Vlaanderen). Verder is er het Saterland in Oost-Friesland, waar Fries wordt gesproken, terwijl in het omringende gebied Nedersaksisch wordt gesproken.
In de geschiedenis is Schönhengstgau of Hřebečsko een belangrijk taaleiland. Dit was het grootste Duitstalige taaleiland in Tsjechië.

## Duitstaligen in Denemarken
- Families uit de Palts vestigden zich in Jutland in 1759/61 en onderhielden de Duitse kerk en school tot 1870:

- Alheden in de buurt van Viborg en Randbøl Hede bij Billund. De zogenaamde “ aardappelduitsers ” (Kartoffeltyskere) vestigden zich daar.

- Een Moravische gemeenschap vestigde zich in 1772 in Zuidoost-Jutland :

- Christiansfeld (taaleiland uitgestorven)

## Alghero opSardinië
In de stad Alghero wordt een verscheidenheid aan Catalaans gesproken, geïntroduceerd toen Catalanen zich in de stad vestigden. Het Catalaans werd in de 17e eeuw als officiële taal van het eiland vervangen door het Spaans en vervolgens door het Italiaans. Uit het meest recente taalkundige onderzoek is gebleken dat 24% van de mensen in de stad het Algherees Catalaans als moedertaal heeft, wat gewoonlijk door 18% wordt gesproken en door 8% van de bevolking aan de kinderen wordt onderwezen, terwijl 88% de taal enigszins begrijpt. Sinds 1997 is Catalaans er een officiële taal en nationale en regionale wetten verlenen Catalaans het recht om in de stad te worden gebruikt. Momenteel is er een heropleving van de kunsten in het Algherees Catalaans, waarbij zangers als Franca Masu originele composities in de taal uitvoeren.

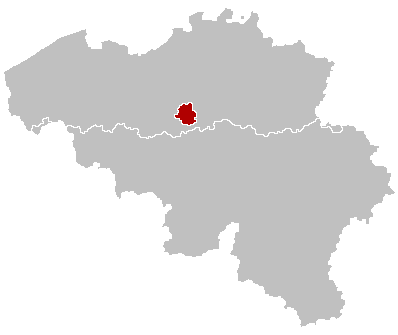
De overwegend Franstalige enclave van Brussel
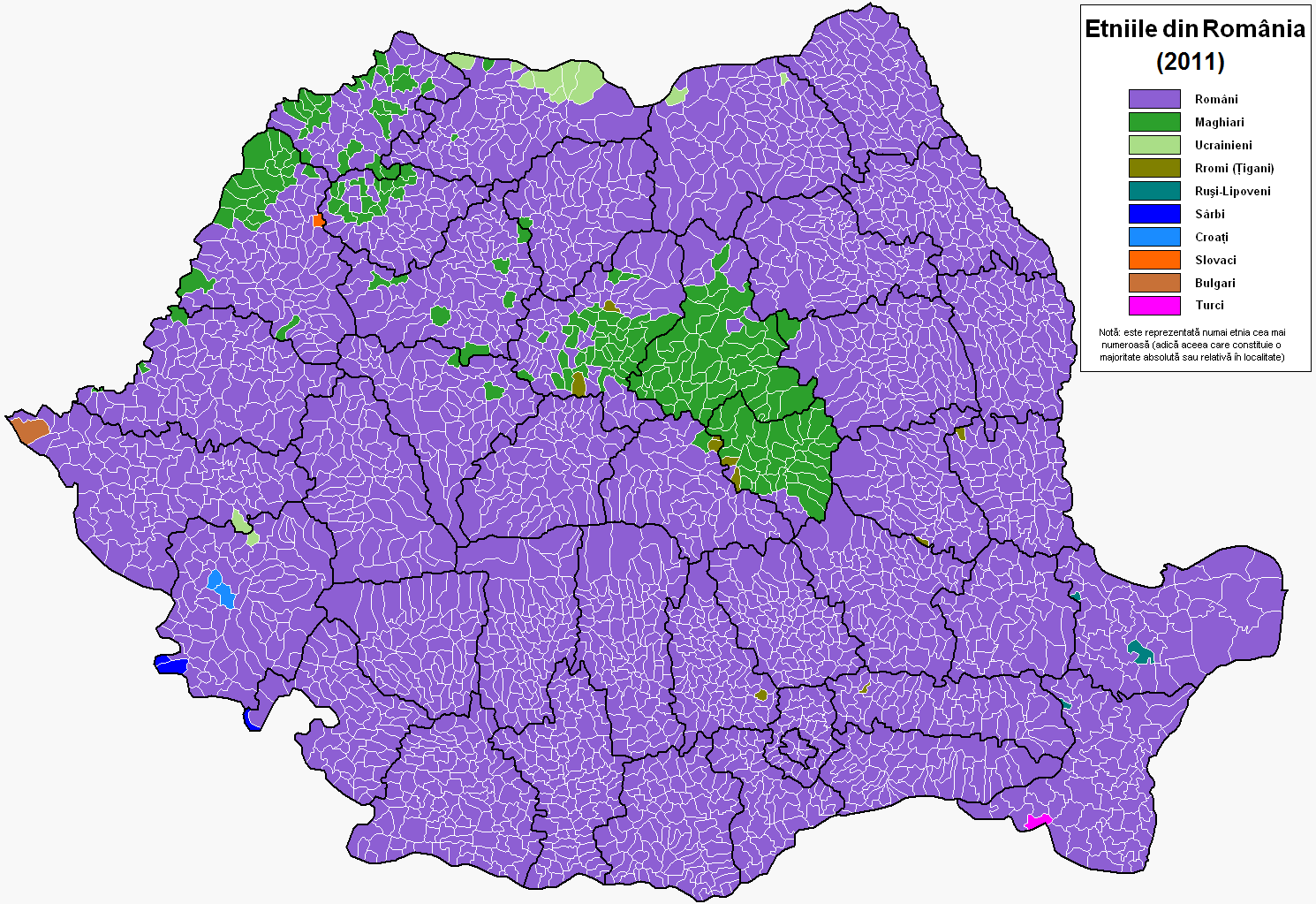
Taaleilanden in Roemenië
Sorbisch taalgebied in Duitsland